# Iodure de rubidium
L'iodure de rubidium est un composé inorganique de formule RbI. 